# Luis Figueroa (cantante)
Luis Figueroa (Filadelfia, 18 de septiembre de 1989) es un cantante y compositor estadounidense de origen puertorriqueño de los géneros musicales pop latino y salsa. Estudió en el Berklee College of Music y en su adolescencia participó en programas como Star Search, Sábado Gigante y American Idol.
Ha adquirido reconocimiento internacional luego de realizar versiones de canciones de artistas como Elijah Blake, Trey Songz y Omarion en YouTube. A raíz de su versión de «Flor Palida» llamó la atención del cantante Marc Anthony, lo que lo llevó a firmar un acuerdo con Magnus, el sello discográfico del salsero. En 2018 acompañó al cantante y compositor Romeo Santos como vocalista en tres de sus giras internacionales, incluyendo la gira mundial Golden Tour. En 2019, publica su primer sencillo para Sony Music Latin, La Especialista, el cual alcanza el puesto 27 en la cartelera Latin Pop Airplay de Billboard permaneciendo durante 8 semanas, y su sencillo de prelanzamiento del álbum debut, Te Deseo, ha alcanzado el puesto 24 en la lista Latin Pop Airplay, permaneciendo 11 semanas en la cartelera.

## Trayectoria musical
En el 2014 subió a la plataforma de videos (Youtube) su versión de Flor pálida, de Marc Anthony.
En 2015, mientras estaba en Málaga, España, se enteró a través de Atweh que sus videos de Youtube habían sido vistos por el cantante Marc Anthony. Al año siguiente, Luis firma con Magnus Media, la compañía de entretenimiento de Marc Anthony. La noche de la firma, recibió el primer premio de los Premios Juventud por su versión de «Flor Pálida» de Marc, que los dos interpretaron juntos en vivo por Univisión.
En 2017 participó junto a Pedro Capó y Christian Pagán en la serie Guerra de ídolos para Telemundo Internacional y que posteriormente hizo parte del catálogo de Netflix.
En el mismo año se presentó en la entrega de los Premios Billboard de la música latina en Telemundo, televisada internacionalmente para toda América Latina. Ese mismo año lanzó su sencillo, Hopeless bajo el sello Magnus Media, y acompañó a Romeo Santos como vocalista en tres de sus giras internacionales, incluyendo el Golden Tour en el año 2018.
En el 2019 publicó su primer sencillo con Sony Music Latin, La Especialista, el cual alcanzó el puesto 27. En febrero del 2020 publicó el sencillo de cumbia, Te Deseo.
En 2021, de la mano de Sony y Magnus, saldría su primer EP titulado 1807. llegaría su álbum debut, siendo promocionado con la canción «Hasta el sol de hoy», que sería su primer número 1 en listas Billboard. Por su canción, «Todavía te espero», se posicionó en el top 10 de la lista Tropical Ariplay de Billboard. «Si tu me dices ven» también haría lo propio en la misma lista.
Como compositor ha colaborado con artistas como Sebastián Yatra y Lary Over, en el éxito de pop urbano «Por Perro», certificado Platino x4 por la RIAA.

## Canciones

### Álbumes de estudio
- 1807 (EP) (2021)
- Canciones del alma (2021)
- Luis Figueroa (2022)

### Sencillos
- Flor Pálida (2016)
- Hopeless (2017)
- Tequila pa' la razón (2017) ft. Pedro Capó y Christian Pagán (Banda sonora de Guerra de ídolos )
- Todo (2017) ft. Pedro Capó y Christian Pagán (Banda sonora de Guerra de ídolos )
- Mejor sin ti (2017) ft. Victor Hugo Arana y Tata Ariza (Banda sonora de Guerra de ídolos )
- Por perro (2018) colaborando con Sebastián Yatra y Lary Over
- La Especialista (2019)
- Te Deseo (2020)
- Noche de Paz (2020)
- One Time (2020) colaborando con Eric Remy y Tory Lanez
- Hasta el Sol de Hoy (2021)
- Todavía te espero (2022)